# ستایش جنگ
آپوتئوز جنگ (روسی: Апофеоз войны) یک نقاشی مربوط به سال ۱۸۷۱ است که توسط هنرمند جنگی روس، واسیلی ورشچاگین، کشیده شده است. ورشچاگین پس از اتمام این نقاشی، اثر خود را «به همه فاتحان بزرگ، گذشته، حال و آینده» تقدیم کرد. این نقاشی که با رنگ روغن روی بوم کشیده شده است، انبوهی از جمجمه‌ها را در بیرون دیوارهای شهری در آسیای میانه به تصویر می‌کشد. این نقاشی بخشی از مجموعه ترکستان ورشچاگین محسوب می‌شود.
این نقاشی اکنون در گالری ترتیاکوف در مسکو به نمایش گذاشته شده است.

## تاریخچه

### پیشینه
آپوتئوز جنگ توسط ورشچاگین در سال ۱۸۷۱ نقاشی شد. در آن زمان، ورشچاگین در مونیخ آلمان ساکن بود، جایی که ۱۳ اثر هنری (از جمله آپوتئوز) را نقاشی کرد که سفرهای اولیه او را با ارتش امپراتوری روسیه در طول آسیای میانه، جنگ با جناح‌های مختلف و فتح آنچه که بعدها ترکستان روسیه شد، به تصویر می‌کشد. به عنوان یک هنرمند جنگی که به‌طور کلاسیک آموزش دیده بود، بسیاری از آثار ورشچاگین حول صحنه‌های نبرد بین ارتش روسیه و نیروهای خانات خیوه و خوقند متمرکز بودند.

### توضیحات
آپوتئوسیس، توده‌ای از جمجمه‌های انسان را که بر روی زمین بایر قرار گرفته‌اند، به تصویر می‌کشد که نشان دهندهٔ پیامدهای یک نبرد یا محاصره است. دسته‌ای از پرندگان لاش‌خوار در حال چیدن جمجمه‌ها بر روی این توده دیده می‌شوند؛ برخی از پرندگان قبلاً فرود آمده‌اند، در حالی که برخی دیگر در حال پرواز یا لانه کردن در درختان مجاور هستند. زمین زیر آنها به رنگ زرد مایل به خاکستری و پوشیده از چمن است که مکمل رنگ عاجی کثیف جمجمه‌های نیمه سفید شده است. سایه‌ای که توسط تپه ایجاد شده است، همراه با روزنه‌های سیاه بسیاری که توسط فک‌ها و حدقه‌های چشم خالی ایجاد شده‌اند، به نقاشی عمق می‌بخشد و مقیاس این توده مرگبار را بیشتر تشدید می‌کند.
رشته کوه‌هایی به عنوان خط جداکننده برای نقاشی عمل می‌کنند و وسعت استپ‌ها را از تهی بودن آسمان جدا می‌کنند، در حالی که شهر سمرقند در منتهی‌الیه سمت راست نقاشی دیده می‌شود. دیوارهای شهر به وضوح شکافته شده‌اند، اشاره‌ای به محاصره سمرقند در تابستان ۱۸۶۸ که در آن پادگان روسی حمله بخاری‌ها را دفع کرد. ورشچاگین روی قاب اثر نوشته است که این نقاشی را «به همه فاتحان بزرگ، گذشته، حال و آینده» تقدیم کرده است.

### پذیرش
ورشچاگین هنر خود را در دهه‌های ۱۸۷۰ و ۱۸۸۰ در چندین مکان به نمایش گذاشت. در حالی که آثار سنتی‌تر او با استقبال خوبی روبرو شد، دو اثر او از این کمپین جنجال قابل توجهی ایجاد کرد. به‌طور خاص، «تجلی جنگ» و «جا مانده» به عنوان آثاری عمیقاً ضد جنگ در نظر گرفته شدند و برخی آن را به عنوان تصویری بد از ارتش روسیه می‌دیدند. این امر منجر به جلوگیری دولت روسیه از نمایش این دو نقاشی در نمایشگاه‌های ورشچاگین در روسیه شد. این هنرمند هنگام نمایش آثار خود در آلمان نیز با واکنش مشابهی روبرو شد، به ویژه هنگامی که «تجلی جنگ» توسط فیلد مارشال آلمانی هلموت فون مولتکه پدر مشاهده شد. در رویدادی که به‌طور گسترده نقل شده است، این نقاشی واکنش گیج و مبهوت مولتکه را برانگیخت، که دستور داد سربازان آلمانی از دیدن این نقاشی منع شوند. این دستور توسط وزیر جنگ امپراتوری اتریش نیز تأیید شد و ممنوعیت مشابهی را صادر کرد.
ورشچاگین نگران ممنوعیت بازدید از نقاشی‌هایش نبود، اما نگران اتهامات فزاینده‌ای در روسیه مبنی بر تهمت زدن به ارتش روسیه بود. در پاسخ، این هنرمند سه نقاشی کمتر شناخته شده خود را سوزاند. با وجود جنجال‌هایی که پیرامون برخی از آثارش وجود داشت، ورشچاگین تا زمان مرگش در طول جنگ روسیه و ژاپن به نقاشی نبردها و پیامدهای آنها ادامه داد.